# Distrito de Huacllán
El distrito de Huacllán es uno de los cinco que conforman la provincia de Aija, ubicada en el departamento de Áncash, en el Perú. Limita por el Noreste con el distrito de Aija, por el Sur con el distrito de Succha, y por el Noroeste con el distrito de Coris.

## Historia
El distrito fue creado el 5 de marzo de 1936 mediante la Ley N.º 8188 dada en el gobierno del presidente Óscar R. Benavides. Desde el 21 de diciembre de 1907 había pertenencido al distrito de Succha y antes de ello perteneció al distrito de Aija.
Durante la colonia, cuando en 1565 se creó el corregimiento de la provincia de Huaylas, Huacllán perteneció a la comarca o distrito de Santa Ana de Succha. Y eclesiásticamente se encontraba bajo la jurisdicción de la Doctrina de Santa Ana de Succha y Guayón.
Se le menciona como Huacta en el primer empadronamiento serio que se hizo de Succha y sus ayllus de Ticán, Huacta (Huacllán) y otros, según órdenes del Duque de la Palata, Melchor de Navarra y Rocafull, y siendo cacique del lugar Román Capcha.
El 10 de enero de 1887 en el caserío-hacienda de Vista Bella nació el científico don Santiago Antúnez de Mayolo, físico, matemático e ingeniero que incluso llegó a ser candidato al Premio Nobel en Física en 1943.
Formó parte del distrito de Succha cuando fue creado junto con el distrito de Huayán, que incluía a Coris, separándose del primer distrito de Aija el 21 de diciembre de 1907 por medio de la Ley N.º 715.

## Geografía
Tiene una población estimada mayor a 500 habitantes. Su capital es el pueblo de Huacllán. 
Huacllán es conocida como el "Jardín de las Vertientes".

## Autoridades

### Municipales
- 2015 - 2018[4]
  - Alcalde: Dante Rudy Antúnez Márquez, del Movimiento Regional El Maicito.
- 2011 - 2014
  - Alcalde: Agustín de Contaber León Quiñones, del Movimiento Independiente Nuevo Destino (MIND).

## Personas destacadas
- Santiago Antúnez de Mayolo Gomero